# Josef Křivánek (inženýr)

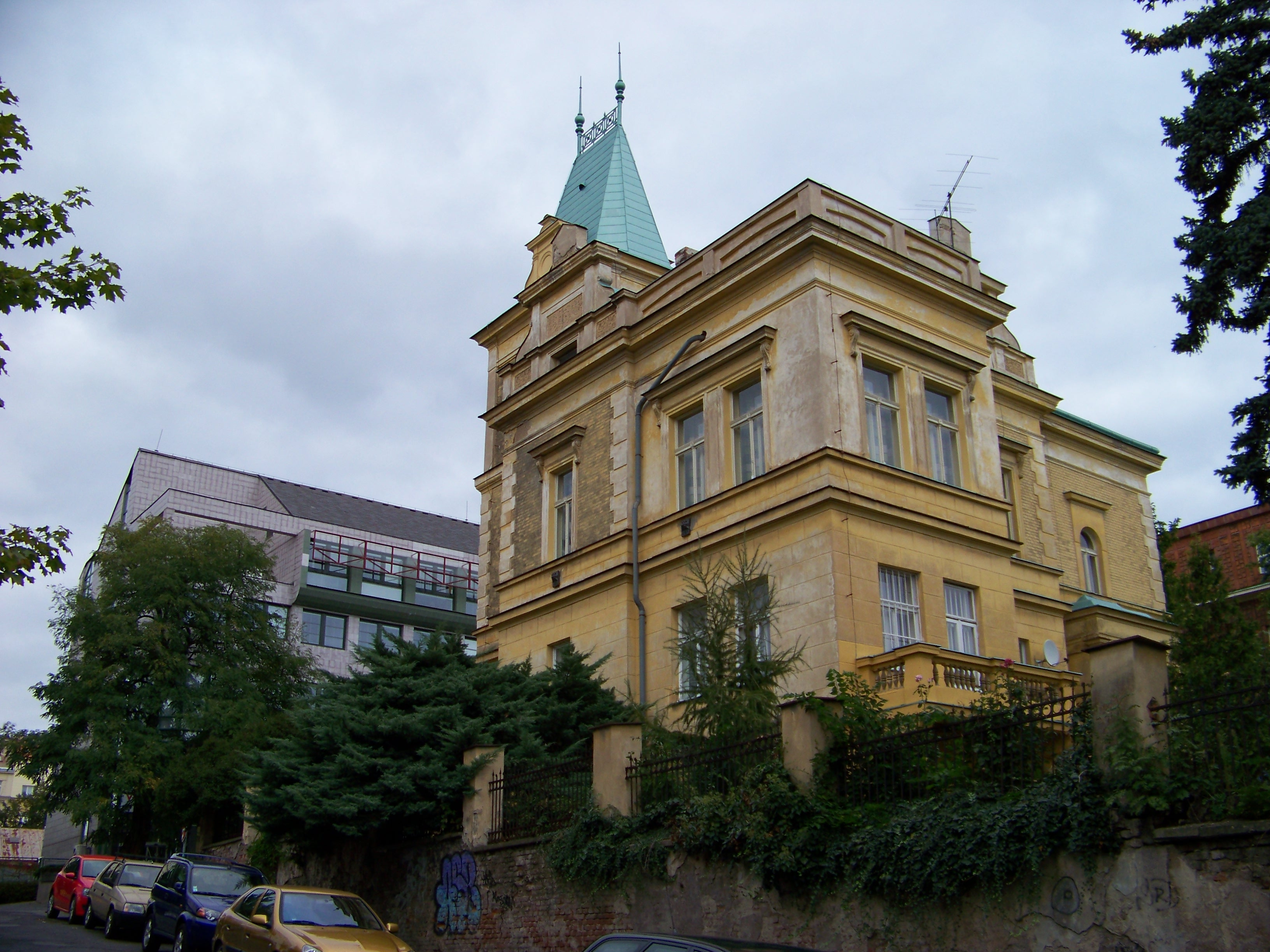
Praha–Vinohrady, Dykova 2 (místo úmrtí Josefa Křivánka)

Josef Křivánek (ukrajinsky Josyp Ivanovič Kryvanek, Йосип Іванович Криванек, 21. ledna 1857 Velká Víska – 6. října 1910 Královské Vinohrady) byl český strojní inženýr, podnikatel a tovární ředitel dlouhodobě žijící v Kyjevě, spoluzakladatel a ředitel kyjevského závodu Greter & Křivánek. Aktivně se účastnil spolkového života českých imigrantů v Ruském impériu.

## Životopis
Narodil se ve Velké Vísce (dnes součást města Hořovice) v rodině tesařského mistra Jana Křivánka a jeho manželky Anny, rozené Malbeckové. Vystudoval pražský polytechnický institut.
V roce 1888 ho podnikatel, průmyslník a roku 1882 zakladatel První kyjevské slévárny a mechanické strojírny Greter Jakiv Greter pozval do Kyjeva, kde v té době již sídlila nemalá česká komunita, aby zde zastával funkci ředitele, kteroužto nabídku Křivánek přijal. Následně byl podnik reorganizován, Křivánek do něj vstoupil jako společník a firma dostala nový název Kyjevská strojírna a kotelna Greter & Křivánek. V továrně pak od roku 1896 působil další český inženýr, specialista na parní kotle Ferdinand Vitáček.
V roce 1890 začala pod Křivánkovým vedením rozsáhlá přestavba podniku. Hlavními provozy podniku byly slévárna, kotlárna, soustružna, kovárna a rafinerie. Závod byl ve své době jedním z největších zaměstnavatelů v Kyjevě: v roce 1894 zde pracovalo 931 dělníků a byl tak po Hlavních železničních dílnách v Kyjevě druhým největším zaměstnavatelem ve městě. Závod Greter & Křivánek pak na přelomu 19. a 20. století zaujal téměř monopolní postavení v oblasti dodávek zařízení pro cukrovary na Ukrajině.
S rodinou sídlil v rozsáhlé vile v Kyjevě. Na jaře 1905 se s rodinou vrátil do Prahy. Na jméno manželky Aloisie byla v roce 1907 zakoupena vila v Letohradské ulici 959/2 (nyní Dykova) na Královských Vinohradech, kde Josef Křivánek zemřel 6. října 1910 ve věku 53 let. Pohřben byl v rodinné hrobce na Vinohradském hřbitově (sekce 30).